# Рысь (спецподразделение ФСИН)
Отдел специального назначения «Рысь» (до 1998 года отряд специального назначения «Рысь») — спецподразделение Управления Федеральной службы исполнения наказаний России по Тверской области.

## История
Отряд «Рысь» был образован 26 марта 1991 года. В обязанности этого отдела специального назначения, как и других подразделений ФСИН, входят задержание особо опасных преступников, ликвидация террористов, освобождение захваченных в заложники людей, а также поддержание порядка в исправительных учреждениях Тверской области. Одним из первых заданий отряда была охрана арестованных членов ГКЧП в СИЗО № 2 города Кашин.
Отряд участвовал в командировках в Чеченскую Республику: впервые он выехал туда в декабре 1994 года, а в его расположении находился врач Владимир Олисов, ставший затем командиром отряда в 1995 году (ныне имя Владимира Олисова носит ежегодный турнир по настольному теннису среди сотрудников правоохранительных органов). В Чечне отряд занимался охраной комплекса правительственных зданий и пенитенциарных учреждений. Отряд совершил не менее 15 командировок в горячие точки на Северном Кавказе, не понеся потерь.
За время командировок около 50 сотрудников отряда были награждены государственными и свыше 60 — ведомственными наградами мужество и отвагу, проявленные при выполнении служебного долга, а также за профессионализм и выучку. В 2018 году в отделе численностью 32 человека было пять обладателей краповых беретов (в том числе занимавший тогда пост заместителя командира Александр Вершинов).

## Командиры отряда
- Владимир Олисов (1995—1999)[6]
- Александр Вершинов[1]

## Снаряжение
На вооружении отряда состоят образцы советского и российского стрелкового оружия, а в некоторых спецоперациях даже задействуется БТР. Некоторое время спецназовцами использовался ангар, позже переоборудованный в спортзал для проведения соревнований по игровым видам спорта.